# Widmar Hader
Widmar Hader (* 22. Juni 1941 in Elbogen, Reichsgau Sudetenland; † 6. Januar 2023 in Regensburg) war ein deutscher Komponist.

## Leben
Hader kam als Kind 1946 nach Bad Reichenhall. Nach dem Abitur studierte er in den Jahren 1960 und 1961 am Mozarteum in Salzburg (u. a. Komposition und Tonsatz bei Cesar Bresgen und Friedrich Neumann) und von 1961 bis 1965 an der Staatlichen Musikhochschule in Stuttgart (u. a. Komposition bei Karl Marx).
Nach zwei weiteren Studienjahren (Politikwissenschaft u. a. bei Hans Maier und Philosophie u. a. bei Fritz Leist) an der Universität München zog er wieder nach Stuttgart, wo er bis 1990 als Komponist, Musikerzieher, Chor- und Orchesterleiter sowie als externer Lehrer für Tonsatz und Gehörbildung an der Kirchenmusikschule Rottenburg wirkte.
Im November 1990 wurde er Direktor des neu gegründeten Sudetendeutschen Musikinstituts (Träger: Bezirk Oberpfalz) in Regensburg, das am 6. April 1991 offiziell eröffnet wurde und 1995 eine Partnerschaft mit dem Musikwissenschaftlichen Institut der Universität Brünn schloss.
Als Komponist von Opern-, Orchester-, Ballett-, Kammer-, Klavier-, Orgel- und Vokalmusik hatte Hader Aufführungen in fast allen europäischen Ländern, Israel und USA. Mehrere Tourneen führten ihn in die USA als Komponist und Dirigent, darunter Konzerte mit ausschließlich eigenen Werken (u. a. in Washington DC) und mit Vorträgen über seine Kompositionen (u. a. im Curtis Institute of Music in Philadelphia).
Seine Kompositionen wurden aufgeführt vom Israelischen Kammerorchester (Philippe Entremont), dem Südwestdeutschen Kammerorchester (Paul Angerer und Vladislav Czarnecki), dem Münchener Kammerorchester (Hans Stadlmair), den Solistes de Marseille und dem Kurpfälzischen Kammerorchester (Klaus-Peter Hahn), dem Suk-Kammerorchester (Leoš Svárovský), dem Martinů-Kammerorchester (Lubomír Čermák), den Stuttgarter Philharmonikern (Hans Zanotelli und Heinz Finger), dem Baden-Badener Orchester (Werner Stiefel), den Regensburger Philharmonikern (Friedrich Sin), den Reichenhaller Philharmonikern (Willy Barth und Christian Simonis), dem Arcis Quintett, dem Stuttgarter Bläserquintett, dem Vokalsextett Singer Pur und renommierten Solisten wie Armin Rosin, Willy Freivogel, Rose Marie Zartner, Jaroslav Halíř und Bruce Abel.
1978 begründete er die alljährlich in der Woche nach Ostern stattfindenden Sudetendeutschen Musiktage und 1990 die Elbogener Orgelfeste.
Sein Sohn ist der Musikwissenschaftler, Chorleiter und Musikverleger Wolfram Hader.

## Ehrungen und Auszeichnungen
1961 erhielt Hader den Sudetendeutschen Kulturpreis für Musik, 1975 gewann er den Kompositionswettbewerb zum 125-jährigen Bestehen des Merseburger Verlages Berlin und Kassel und erhielt im gleichen Jahr den Förderpreis zum Johann-Wenzel-Stamitz-Preis. 1980 wurde ihm die Adalbert-Stifter-Medaille und 1988 der Südmährische Kulturpreis verliehen. 1987 wurde er in die Sudetendeutsche Akademie der Wissenschaften und Künste berufen. 1996 wurde er mit dem Großen Sudetendeutschen Kulturpreis und 2002 mit dem Nordgaupreis des Oberpfälzer Kulturbundes ausgezeichnet. Im Oktober 2011 erhielt er das Verdienstkreuz am Bande der Bundesrepublik Deutschland.